# Saint-Denis-en-Bugey

Saint-Denis-en-Bugey este o comună în departamentul Ain din estul Franței.